# Fontes (Abrantes)
Fontes es una freguesia portuguesa de concelho de Abrantes, en el distrito de Santarém con 28,49 km² de área y 627 habitantes (2011), distribuidos en hasta doce núcleos de población. Densidad: 22 hab/km².
Localizada en el extremo norte del concelho y atravesada por el río Cécere, la freguesia de Fontes fue creada por la Ley 135/1985, de 4 de octubre, que segregó su territorio de la de Souto. Limita al norte con el concelho de Vila de Rei, al este con la freguesia de Carvalhal, al sur con la actual unión de las freguesias de Souto y Aldeia do Mato y al oeste con el embalse de Castelo de Bode, cuya ribera opuesta pertenece al concelho de Tomar.